# 城下駅
城下駅（しろしたえき）は長野県上田市諏訪形にある、上田電鉄別所線の駅。駅番号はBE02。

## 歴史
- 1921年（大正10年）6月17日：上田温泉電軌の三好町駅として開業[1]。青木線の起点駅。
- 1924年（大正13年）8月15日：千曲川鉄橋の開通により、上田駅乗り入れ開始。起点駅ではなくなる。
- 1927年（昭和2年）12月：駅を専用軌道上に移設し城下駅へ改称[1]。
- 1938年（昭和13年）7月25日：青木線の廃止により、川西線の駅となる。
- 1939年（昭和14年）
  - 3月19日：路線名称変更により、別所線の駅となる。
  - 9月1日：社名変更により、上田電鉄の駅となる。
- 1943年（昭和18年）10月21日：合併により、上田丸子電鉄の駅となる。
- 1969年（昭和44年）5月31日：社名変更により、上田交通の駅となる。
- 1972年（昭和47年）6月30日：無人化[1]。
- 2005年（平成17年）10月3日：鉄道部門子会社化により、上田電鉄の駅となる。
- 2016年（平成28年）8月：駅ナンバリングが導入され、使用を開始[2][3]。
- 2019年（令和元年）
  - 10月13日：令和元年東日本台風（台風19号）の影響で当駅 - 上田駅間に架かる千曲川橋梁が一部崩落し、全線で運休となる。
  - 10月15日：上田駅 - 下之郷駅間で代行バスによる運転を再開。当駅の代行バスの停留所は千曲バスの三好町一丁目停留所となる。
  - 11月16日：当駅 - 別所温泉駅で電車による運転を再開。当駅 - 上田駅間は引き続き代行バスによる輸送となり、停留所の場所は駅前へ変更。これに伴い再度有人化。
- 2021年（令和3年）3月28日：千曲川橋梁の復旧により全線で運転を再開。同日をもって駅員配置を終了し、翌日より再び無人駅となる。

## 駅構造

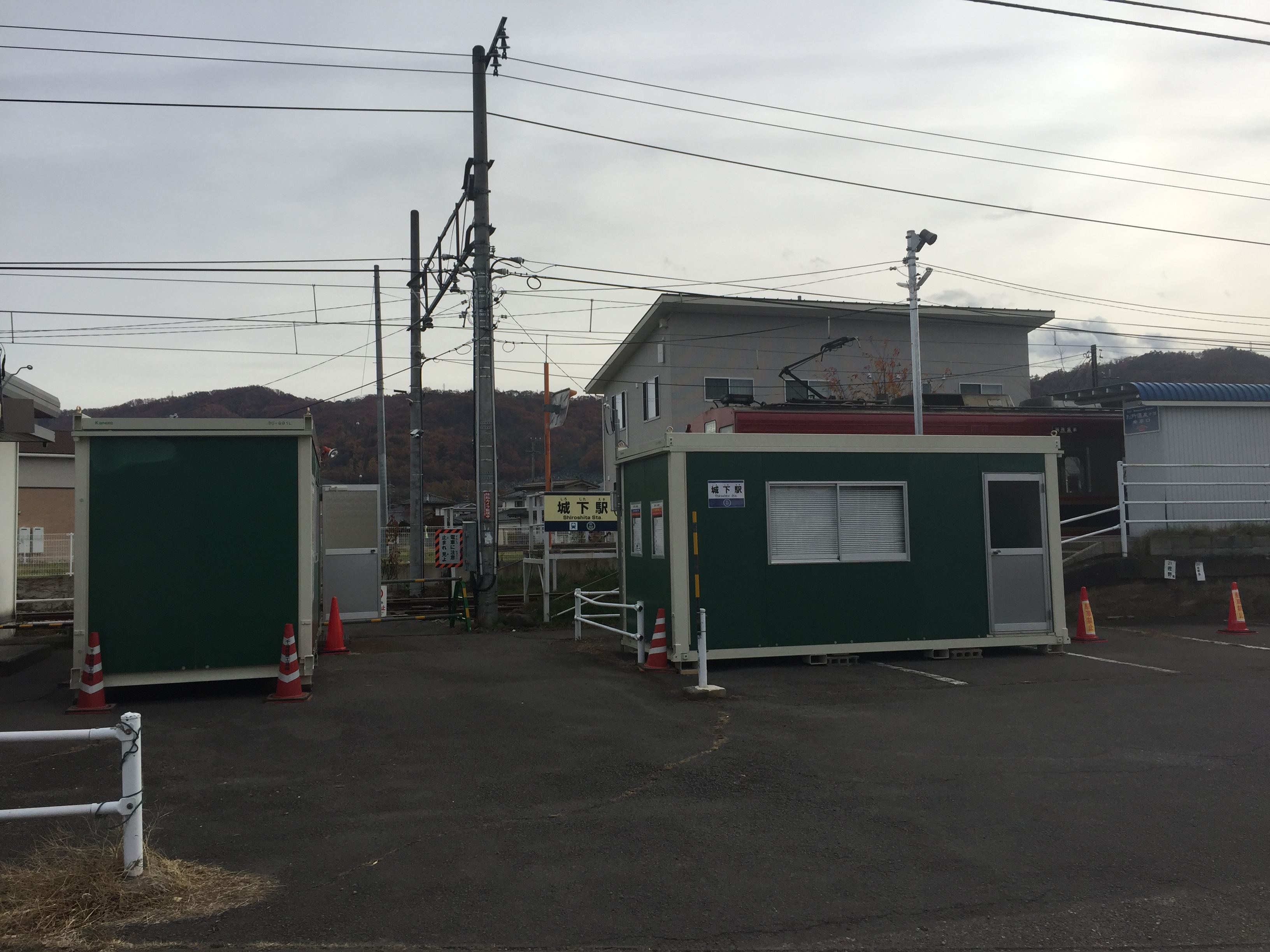
城下駅臨時改札（2019年11月）

相対式ホーム2面2線を有する地上駅。各ホームの中ほどに上田駅側へ伸びる緩やかな階段の出入口があり、各ホームは出入り口付近にある構内踏切で接続されている。この構内踏切は警報器および遮断機が無いため、横断の際には左右の厳重な確認が必要となる。
600 V→750 V時代は上田寄りに駅舎があり駅員が切符を販売していたが、上田交通時代に合理化により駅員無配置となり、1500 V昇圧後解体され完全な無人駅となっていた。その後、令和元年東日本台風（台風19号）の影響により上田駅 - 当駅間が長期不通となったため、当駅で代行バスの乗り継ぎを行う関係から、2019年11月より仮設駅務室が設置された上で再び駅員が配置された。この際に、折り返し運転のための信号設備対応のほか、簡易トイレや待合室の設置も実施された。2021年の全線運転再開後は再び無人駅となり、仮設駅務室も撤去されている。
別所線では全線でワンマン運転を実施しているため、当駅では通常は進行方向1番前のドアしか開閉しないが、平日6時30分 - 8時30分の間、上田行き電車はすべてのドアが開閉する。

### のりば
| ホーム | 路線    | 方向 | 行先                 |
| ------ | ------- | ---- | -------------------- |
| 南側   | ■別所線 | 下り | 下之郷・別所温泉方面 |
| 北側   | ■別所線 | 上り | 上田方面             |

付記事項
- 案内上ののりば番号は設定されていない。
- 2019年の台風19号（前述）の影響で千曲川橋梁が崩落して当駅 - 上田駅間が不通となった時は、北側ホームのみを使用して折り返していた。

## 利用状況
| 年度   | 一日平均 乗車人員 |
| ------ | ----------------- |
| 2010年 | 14                |
| 2011年 | 13                |
| 2012年 | 13                |
| 2013年 | 17                |
| 2014年 | 16                |
| 2015年 | 18                |
| 2016年 | 18                |
| 2017年 | 17                |

## 駅周辺
古くはほとんど農地であったが、 1921年（大正10年）9月10日に旧小県郡城下村が上田市に編入される前後より宅地開発が進み、住宅が多い地域となっている。
- 上田市立城下小学校
- 上田三好町郵便局
- 小菅訓導殉職記念碑[注釈 1]
- 千曲川
- 千曲バス青木線（電車代替路線）・室賀線三好町1丁目停留所

## 隣の駅
上田電鉄
■別所線
上田駅（BE01） - 城下駅（BE02） - 三好町駅（BE03）